# Mikayil Useynov
Mikayil Alasgar oglu Useynov (en azerí: Mikayıl Ələsgər oğlu Useynov; Bakú, 19 de abril de 1905 - Bakú, 7 de octubre de 1992) fue arquitecto de Azerbaiyán y de la Unión Soviética, historiador de la arquitectura, pedagogo, académico de la Academia rusa de arquitectura y ciencias de la construcción, miembro de la Real Sociedad Asiática de Gran Bretaña e Irlanda.

## Biografía
Mikayil Useynov nació el 19 de abril de 1905 en Bakú. En 1922-1929 estudió en la Universidad Técnica de Azerbaiyán. En 1947-1992 fue el presidente de la Unión de Arquitectos de Azerbaiyán. Mikayil Useynov fue uno de los primeros académicos de la Academia Nacional de Ciencias de Azerbaiyán. En 1985 fue elegido como el miembro honorario de la Real Sociedad Asiática de Gran Bretaña e Irlanda.
Mikayil Useynov murió el 7 de octubre de 1992 en Bakú y fue enterrado en el Callejón de Honor.

## Premios y títulos
- Orden de la Bandera Roja del Trabajo (1939; 1952)
- Premio Estatal de la Unión Soviética (1941)
- Orden de Lenin (1946; 1958; 1985)
- Arquitecto del Pueblo de la Unión Soviética (1970)
- Héroe del Trabajo Socialista (1985)